# Devon Levi
Devon Levi, född 27 december 2001, är en kanadensisk professionell ishockeymålvakt som är kontrakterad för Buffalo Sabres i National Hockey League (NHL) och spelar för Rochester Americans i American Hockey League (AHL).
Han har tidigare spelat för Northeastern Huskies i National Collegiate Athletic Association (NCAA).
Levi blev draftad av Florida Panthers i sjunde rundan i 2020 års draft som 212:a spelare totalt.